# Russkaya Mysl
Russkaya Mysl, Russian Mind (Russkaya Mysl, em francês – La Pensée Russe) é uma revista sociopolítica e cultural pan-europeia, publicada mensalmente em russo e em inglês. A edição moderna segue as tradições da revista lançadas em 1880 por seu fundador, Vukol Mikhailovich Lavrov. Na época de suas primeiras publicações, Russkaya Mysl, (originalmente: Pensamento Russo), aderiu ao constitucionalismo moderado – a ideia que preparou o caminho para a criação ideológica e organizacional do Partido dos cadetes.
Em 1918, a revista foi fechada pelos bolcheviques como um órgão de imprensa burguesa. Em 1921–1923 foi publicado em Sofia, Praga e em Berlim. O último número de Pensamento Russo, em formato de revista, foi publicado em Paris em 1927.
Em 1947, Russkaya Mysl foi revivido como um jornal semanal. A publicação foi lançada pela primeira vez em Paris e não mudou sua sede até 2006. Nesse ano, a editora se estabeleceu em Londres.
Em 2011, Russkaya Mysl voltou ao formato histórico de 1880 e voltou a ser uma revista. Desde 2016, a revista é publicada em inglês sob o título Russian Mind.
Desde 2021, a revista voltou a ser publicada em Paris. Esta decisão foi tomada pelo conselho editorial da Russian Mind em conexão com a saída da Grã-Bretanha da União Europeia. A Russian Mind é parceira da Roszarubezhtsentr do Ministério das Relações Exteriores da Rússia na área de promoção da língua russa, parceira do Fundo de Apoio e Proteção dos Direitos dos Compatriotas que Vivem no Exterior. A revista está disponível em varejistas, e por assinatura nos países da União Europeia, bem como por assinatura na Rússia, EUA, Israel, Japão e Austrália.

## História
O fundador da revista Russkaya Mysl, Vukol Mikhailovich Lavrov, nasceu em 23 de setembro de 1852, em uma família de comerciantes na pequena cidade rural de Yelets. Sabe-se que ele completou apenas três turmas da escola paroquial, o que, no entanto, não o impediu de ler extensivamente e se tornar um indivíduo altamente educado. Depois de se encontrar com seus colegas escritores em Moscou, Vukol Lavrov decidiu publicar sua própria revista. Tendo recebido permissão para publicar Russkaya Mysl em 1879, ele fechou o negócio comercial de seu pai em Yelets e investiu todos os seus fundos na revista, cujo primeiro número foi publicado em 1880.
Em 1880-1885, o editor da Russkaya Mysl foi Sergey Yuryev que a aproximou do movimento eslavofilia. Após a morte de Yuryev, Viktor Goltsev tornou-se o editor; sob sua orientação, a revista fez uma guinada à esquerda e forneceu refúgio seguro para muitos colaboradores do recém-fechado Otechestvennye Zapiski, assumindo algumas das obrigações de assinatura da carta. Isso, além de reduzir o preço padrão de 16 para 12 rublos por edição, ajudou sua popularidade a aumentar.
A adesão de Russkaya Mysl ao constitucionalismo moderado levou a revista a receber duas advertências: a primeira – para as "Cartas de Petersburgo" na edição de dezembro de 1883, a segunda – para o artigo de V.A. Goltsev "Sociology on an Economic Basis" na edição de novembro de 1893. Em 1911, a revista também foi criticada pela Igreja depois de publicar material dedicado à memória de Leo Nikolaevich Tolstói. Por causa disso, Russkaya Mysl foi excluída da biblioteca do reitor pela reunião pastoral do clero da cidade de Vyazma.
Em 1906, após a morte de Goltsev, Alexander Kisevetter tornou-se o editor-chefe; ele convidou Pyotr Struve como coeditor. A revista começou a discutir ativamente as últimas reformas políticas, sociais e religiosas. Lavrov ainda era um membro do material, mas agora seus trabalhos eram publicados com pouca frequência. Uma característica específica de Russkaya Mysl era a seção de Bibliografia que informava os leitores de tudo o que havia de novo na literatura e no jornalismo russos. A revista também tinha suas próprias seções The Scientific Review e The Modern Art, esta última especializada principalmente na vida teatral de Moscou.
Russkaya Mysl era muitas vezes chamado de órgão do Partido dos Cadetes, mas o próprio Struve negou: "O período de certas revistas que tendem a representar certas visões políticas, na minha opinião, acabou. [...] Seja na filosofia ou na religião, não deve haver lugar para o "partidarismo".
Após a revolução de 1905, a revista tornou-se mais de direita, mantendo uma orientação constitucional-democrática. Struve apoiou fervorosamente a Revolução de Fevereiro, mas ele percebeu a Revolução de Outubro como uma catástrofe para o país e foi hostil aos usurpadores bolcheviques. Em conexão com isso, a revista deixou de ser publicada em Moscou em 1918. Desde 1921, a revista continua a ser publicada no exterior; mas o último dos números mensais foi publicado em 1927 em Paris.
Depois de uma pausa de vinte anos, Russkaya Mysl foi trazido de volta à existência, mas no formato de um jornal. O primeiro editor da nova Russkaya Mysl foi o jornalista russo pré-revolucionário Vladimir Lazarevsky e, após a Segunda Guerra Mundial, o jornal adquiriu um novo patrocinador oficial na pessoa do Departamento de Estado dos EUA.
O jornal se posicionava como uma publicação cristã em oposição às publicações marxistas ou àquelas que estavam sendo financiadas pela URSS. Lazarevsky permaneceu como editor-chefe da publicação até 1953. Ele foi substituído por Sergei Vodov, que chefiou a redação até 1968. Durante este período notável, a publicação foi escrita por escritores extraordinários como Boris Zaitsev, Ivan Bunin, Ivan Shmelev, Nina Berberova, Gaito Gazdanov e muitos outros.
De 1968 a 1978, o jornal foi dirigido por Zinaida Shakhovskaya. Nesse período, surgiu o movimento de direitos humanos na URSS. Defendendo os valores da democracia, Russkaya Mysl publicou obras de dissidentes. Em 1978, Irina Ilovaiskaya-Alberti tornou-se editora-chefe da Russkaya Mysl. Sergei Grigoryants observou que, com a chegada do novo editor-chefe, "a atenção do jornal não eram mais as notícias e os problemas da emigração russa, mas tudo o que estava acontecendo na União Soviética (que já havia começado a se abrir) e, principalmente, seu movimento democrático dissidente".
Durante esse período, representantes da "terceira onda" de emigração e, também, ativistas de direitos humanos, eslavistas ocidentais, sovietólogos e dissidentes foram publicados na Russkaya Mysl. Autores e pensadores russos como Alexander Solzhenitsyn, Joseph Brodsky, Andrei Sakharov, Mikhail Koryakov, Vladimir Maksimov, Natalia Gorbanevskaya, Mikhail Geller, Sergey Dovlatov, Alexander Nekrich, Victor Suvorov e Alain Besancon deixaram uma marca na história da Russkaya Mysl.
Após o colapso da URSS e a queda da Cortina de Ferro, a publicação se reorientou para reunir comunidades de língua russa no exterior e restaurar os laços entre compatriotas e a Pátria. Em 1991, a publicação enfrentou sérias dificuldades financeiras. Muitos patrocinadores, incluindo o Departamento de Estado dos Estados Unidos, se recusaram a renovar o contrato de patrocínio. Isso forçou a editora-chefe do jornal, Irina Alekseevna Ilovaiskaya-Alberti, a começar a procurar novas fontes de financiamento. Eventualmente, a Igreja Católica Romana e a Fundação Soros anunciaram que ajudariam a lendária publicação a enfrentar esses tempos difíceis.
No início dos anos 2000, a Russkaya Mysl estava novamente à beira do fechamento. A editora-chefe do jornal, Irina Vladimirovna Krivova, descreveu este período da seguinte forma: "Em 2001, estávamos completamente falidos, e eles queriam realmente fechar o jornal. Nós (vários jornalistas do jornal) acumulamos o dinheiro que nos tinha sido pago como subsídio de despedimento e comprámo-lo ao nosso editor francês pelo preço dos activos subjacentes. Era impossível permitir que Russkaya Mysl desaparecesse sem deixar vestígios. Durante dois anos, nós, as restantes cinco ou seis pessoas, trabalhámos de graça – escrevendo e editando a partir de casa. Despedimo-nos de nossas premissas históricas, nas quais "vivemos" há quase 30 anos [...] Vivíamos, pode-se dizer, no sótão, mas, graças aos autores que nos apoiaram de forma totalmente voluntária, conseguimos não perder um único número do jornal. Durante dois anos, fui, literalmente, apressado em busca de fundos. Percorri todas as publicações parisienses, e muitas editoras, explicando que a Russkaya Mysl já havia se tornado parte do patrimônio histórico da França. No entanto, não consegui encontrar nenhum apoio. No final, as pessoas que demonstraram interesse na nossa publicação acabaram por ser empresários russos".
Desde 2005, Victor Lupan é o chefe do conselho editorial e colaborador regular da Russkaya Mysl. Em 2006, no âmbito do programa "Homecoming", os arquivos parisienses do jornal foram doados à Biblioteca Estatal Russa. No mesmo ano, Russkaya Mysl publicou uma coletânea dos melhores artigos do jornal intitulada De Stalin a Putin: 60 Anos de História Russa. A apresentação do livro ocorreu no Fórum Econômico Russo de 2007.

Desde 2006, Russkaya Mysl foi publicado em Londres como Russian Mind. Em 2011, a publicação voltou ao formato histórico da revista de 1880. Desde 2016, a revista é publicada tanto em russo quanto em inglês. Devido a dificuldades administrativas, causadas pelo Brexit, seguido pela pandemia, o conselho de administração decidiu se mudar de volta para Paris e, em 2021, a Russian Mind voltou a ser publicada por lá. Agora com sede no 8º distrito, e continuando a ser publicado mensalmente, a Russian Mind permanece fiel à sua missão de ser um feixe de enriquecimento cultural para indivíduos de mente ampla.